# EF–111A Raven
Az EF–111A Raven (magyarul Holló) az F–111 Aardvark bázisán létrehozott rádióelektronikai zavaró és -lefogó repülőgép. Az altípust a Grumman Aerospace fejlesztette ki a General Dynamics segítségével az Amerikai Légierő igényeinek megfelelően, főként az RB–66 Destroyer leváltására. A pilóták a nevet eltorzítva, Sparkvark-nak (szabadfordításban szikrázó földimalac-nak) nevezték.

## Története
A Raven fejlesztése 1975 januárjában kezdődött, mikor a Légierő szerződést kötött a Grumman Aerospace-szel 2 db F–111A átépítésére, hogy alkalmassá váljanak az elektronikai hadviselésre. Az első prototípus (sorozatszáma 66-0049) 1977. március 10-én szállt fel először. Kétéves tesztelés után a Légierő 42 db F–111A átépítésére megkötötte a szerződést a Grumman-nel. A projekt megközelítően 25 millió USD volt gépenként, a teljes fejlesztés 1,5 milliárd USD lett. Az első EF–111A 1981. június 19-én hagyta el a Grumman gyártelepét, majd az idahói Mountain Home Légierő-bázison (AFB = Air Force Base) települő 388. harcászati elektronikai század (388. TAS) állományába került 1981 novemberében, hadrafoghatóvá 1983-ban vált.
Az Avionikai Modernizációs Program (AMP = Avionics Modernization Program) keretében 10 új alrendszert építettek be a gépekbe, valamint egy új Doppler-radart és belső navigációs rendszert is. A módosítást, ami 1994-ben fejeződött be, mind a 42 db gépen elvégezték. 1990-ben indult egy másik program, amiben az eredeti analóg repülésvezérlő rendszert, ami sok Aardvark veszteséget okozott, digitálisra cserélték. Ez 1997-ben fejeződött be.
Az Új-mexikói Cannon Légierő-bázison települő század repülte utoljára a típust, SEAD-bevetéseket végeztek (SEAD = Suppression of Enemy Air Defense, magyarul ellenséges légvédelmet elfojtó). 1997 végén a Védelmi Minisztérium a gépek kivonásáról döntött. Helyüket a Haditengerészettől átvett EA–6B Prowler-ek és a HARM-okkal felszerelt F–16-osok vették át. Később felismerték, hogy kevés Prowler áll rendelkezésre mind a Légierő, mind a Haditengerészet számára, ezért a Védelmi Minisztérium 12 db Raven-t reaktiváltatott, amíg megfelelő mennyiségű Prowler nem áll majd rendelkezésre. Utóbbi típust a Haditengerészet állományából az EA–18G Growler váltja le. Az utolsó gépet (67-0039) 1998. június 19-én állították le az arizona állambeli Tucson mellett található Davis-Monthan Légierő-bázison működő AMARC-ben (AMARC = Aerospace Maintenance And Regeneration Center).

## Gyártás

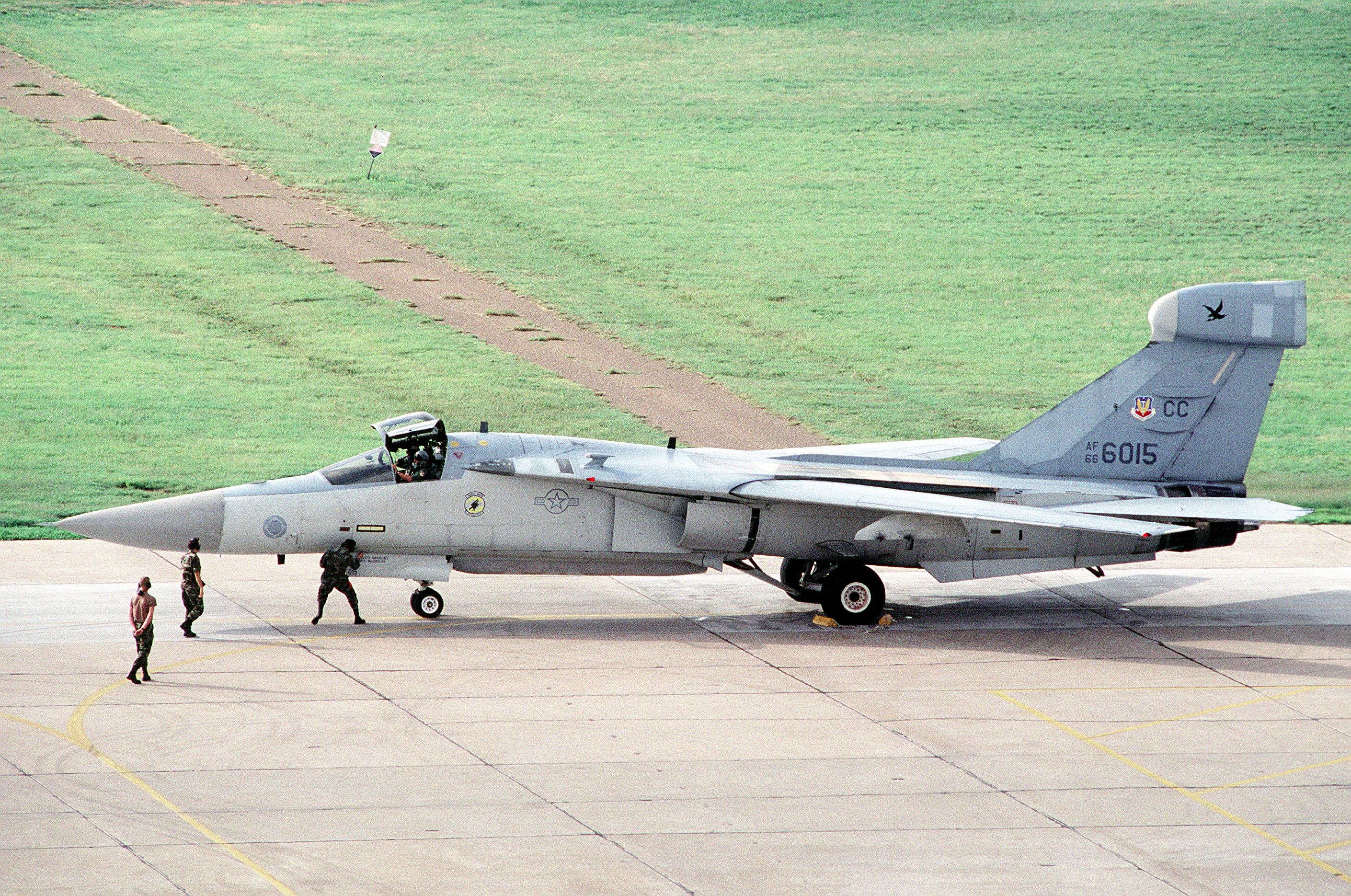
A 27. vadászezred 429. elektronikai harcászati századának 66–0015-ös Ravenje a Cannon AFB-n 1997 februárjában

A szerződés szerint 42 darab, meghatározott kritériumok alapján kiválasztott F–111A lett átalakítva. A 66-0026 sorozatszámú gép elvesztését később pótolták a 66-0044 sorozatszámú átépítésével, amit noha nem terveztek, de az utólagos megrendelést teljesítették.
A Légierő sorozatszámai:

A Légierő sorozatszámának első két betűjele az eredeti repülőgép gyártási évének utolsó két számjegyét jelöli.
Az 1966-ban gyártott F–111A-kból 31 db-ot építettek át (31 db/(3 db(†)):
- 66–0013, 66–0014, 66–0015, 66–0016, 66–0018, 66–0019, 66–0020, 66–0021, 66–0023(†), 66–0026(†), 66–0027, 66–0028, 66–0030, 66–0031, 66–0033, 66–0035, 66–0036, 66–0037, 66–0038, 66–0039, 66–0041, 66–0044, 66–0046, 66–0047, 66–0048, 66–0049, 66–0050, 66–0051, 66-0055, 66–0056(†), 66–0057.

Az 1967-ben gyártott F–111A-kból 12 db-ot építettek át:
- 67–0032, 67–0033, 67–0034, 67–0035; 67–0037, 67–0038, 67–0039; 67–0041, 67–0042, 67–0044, 67–0048, 67–0052.

## Harci alkalmazása
A Raven altípust az El Dorado Canyon hadműveletben vetették be először 1986-ban, a Líbia elleni megtorló hadműveletekben. Később a Just Cause hadműveletben, Panamában szerepelt 1989-ben, majd két évvel később, 1991-ben a Perzsa-öböl térségében alkalmazták a Desert Storm hadműveletben. A nyitó napon, 1991. január 17-én egy EF–111A (legénysége: James Denton és Brent „Brandini” Brandon századosok) intenzív manőverekkel a földbe vezette az Iraki Légierő egyik Mirage F.1 típusú gépét, ezzel elérve a típus első és egyetlen „légi győzelmét” (valószínűleg a repülőszázad viseli a címet). A gépek az 1990-es évek elején a Deny Flight és Deliberate Force hadműveletek segítésére az olaszországi Aviano-ba települtek.

### Veszteségek
- 1984 a légi közlekedésben. március 13-án lezuhant a 66-0026 sorozatszámú a Mountain Home Légierő-bázis közelében. A legénység katapultált.
- 1991 a légi közlekedésben. február 13-án Szaúd-Arábia közelében a 66-0023 sorozatszámú EF–111A (hívójele RATCHET 75) éjszakai földközeli manőverezés során a földbe csapódott, miután átlépte az iraki határt. A vizsgálat szerint az iraki radarbefogásból akartak alacsony repüléssel kikerülni. A pilóta, Douglas L. Bradt és Paul R. Eichenlaub (EWO) századosok meghaltak. Ez volt az egyetlen repülőgépszerencsétlenség az altípus történetében a háromból, amiben a legénység meghalt.[5]
- 1992 a légi közlekedésben. április 2-án a 66-0056 sorozatszámú Raven (20. FW 42. ECS, azaz a 20. Vadászezred 42. Rádióelektronikai-harc százada) lezuhant és megsemmisült Angliában Barton Hartshornnál, Finmere Buckinghamshire közelében. Az esetet kivizsgáló bizottság jelentése az üzemanyagrendszert tette felelőssé. Jeff Coombe és David Gevenish (EWO, EWO = Electronic Warfare Officer) századosok katapultáltak, sérülés nem történt.

### Külső hivatkozás
- Global Security
- Az F-111.net oldala a legyártott példányokról Archiválva 2007. december 14-i dátummal a Wayback Machine-ben
- Az AMARC oldala a náluk leállítot példányokról[halott link]
- Ravens for the RAAF? – ausairpower.net